# Hermann-Cohen-Akademie
Die Hermann-Cohen-Akademie für Religion, Wissenschaft und Kunst in Buchen (Odenwald), benannt nach dem einflussreichen jüdischen Aufklärer Hermann Cohen, wurde am 29. Oktober 1998 zu seinem 80. Todesjahr eröffnet, und beschäftigt sich im weitesten Sinne mit der Einbettung des jüdischen Denkens in der europäischen Geistesgeschichte.
Initiatorin und Direktorin ist Eveline Goodman-Thau (Jerusalem).

## Ziele

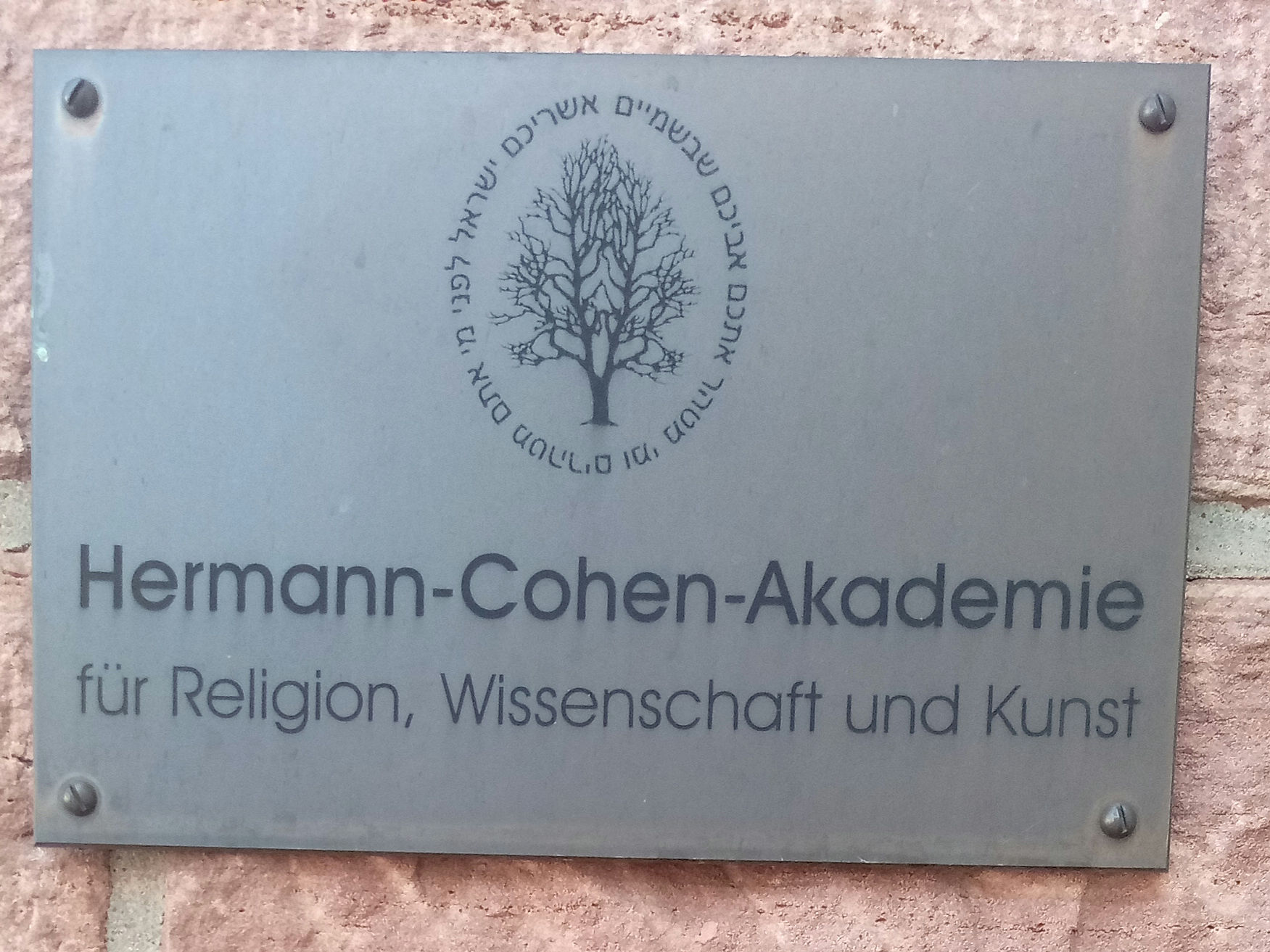

Die Hermann-Cohen-Akademie hat sich die Aufgabe gestellt, einen Rahmen zu gestalten, in dem sich das wachsende Interesse an jüdischen Quellen, wie es sich in Philosophie, Literatur-, Religions- und Kulturwissenschaften zeigt, ohne die üblichen akademischen Zwänge entfalten kann, und wo die Fragen der Zeit fachübergreifend auf der Basis eines ethischen Bewusstseins in einem vereinten Europa behandelt werden können. Die HCA will kulturelle Unterschiede und historische Hintergründe der europäischen Denk- und Glaubenstraditionen neu reflektieren. In der Begegnung zwischen Religion und Moderne sollen diese Traditionen neu belebt und für die Gegenwart fruchtbar gemacht werden. Durch eine grundlegende Kulturkritik der historischen Wissenschaften können somit neue Einsichten für den Zusammenhang von Natur- und Geisteswissenschaften gewonnen werden.
Diese wissenschaftliche Herausforderung soll von einer gesellschaftlichen begleitet werden, in der akademische Institutionen in Forschung und Lehre einen Beitrag leisten für eine grundlegende Reflexion des Wertewandels angesichts der gegenwärtigen politischen Lage und der allgemeinen Orientierungslosigkeit vieler junger Menschen in allen Schichten der europäischen Gesellschaft.
Die Traditionen, die Europa geprägt haben, sollen in einem Klima des offenen akademischen Austauschs in Forschung, Kolloquien und Publikationen in ihren traditionsstiftenden, nicht nur rein historischen Grundzügen erkannt und zum Ausdruck gebracht werden. Darüber hinaus versteht sich die HCA als Netzwerk, in dem Arbeitsgruppen und internationale Tagungen stattfinden.

## Organisatorische Struktur
Die Hermann-Cohen-Akademie besteht aus einem Vorstand und einem internationalen akademischen Beirat, der in Kooperation mit wissenschaftlichen Institutionen in Europa, Israel und USA die Aktivitäten unterstützt. Die Akademie soll weiterhin als freie Akademie arbeiten; eine dauerhafte Anbindung als An-Institut an eine europäische Universität ist geplant.
Die Hermann-Cohen-Akademie hat ihren festen Sitz im städtischen ehemaligen Beginenklösterle in Buchen/Odenwald. Hier befinden sich auch eine umfangreiche Judaica-Bibliothek und Tagungsräume. 

## Hermann-Cohen-Medaille
Die Hermann-Cohen-Akademie verleiht jährlich die „Hermann-Cohen-Medaille für Jüdische Kulturphilosophie“:
- 2003: Micha Brumlik, Frankfurt M.
- 2004: Rivka Horwitz z''l, Jerusalem/Israel
- 2005: Helmut Holzhey, Zürich/Schweiz
- 2006: Agnes Heller, Budapest/Ungarn
- 2007: Reiner Wiehl, Heidelberg
- 2008: Ruth Klüger

## Tagungen, Seminare und Sommeruniversitäten (in Auswahl)
- Individuum und Gesellschaft. Studientag zur Eröffnung der HCA (Buchen 1998)
- Zeitwelten – Denken zwischen Philosophie und Religion. Internationales Symposium aus Anlass des 70. Geburtstags von Reiner Wiehl (Buchen 1999)
- Vom Sinn und Unsinn der Geschichte. Kolloquium zur Geschichtsphilosophie (Buchen 2000)
- History and Identity. Spiritual Leadership Program. In Zusammenarbeit mit der European Union for Jewish Students EUJS (Wien 2002)
- Ursprung und Erneuerung aus den Quellen des Judentums:

1. Internationale Sommeruniversität der HCA in Buchen/Odenwald (Buchen 1999): Lernen und Beten
2. Internationale Sommeruniversität der HCA in Buchen/Odenwald (Buchen 2000): Licht für die Nationen – Mythos und Realität

- Tagung zur Gründung der Jüdischen Frauen- und Geschlechterstudien (Buchen 2002)
- Das Jüdische Erbe Europas – Zur Krise der Kultur im Spannungsfeld von Religion und Moderne. Internationale Tagung der Friedrich-Ebert-Stiftung in Zusammenarbeit mit der HCA (Berlin 2002)
- Das Jüdische Erbe Europas – Geschichte und Identität. Martin Buber zum 125. Geburtstag. Internationales Symposium der HCA in Zusammenarbeit mit der Evangelischen Akademie Arnoldshain, Universität Kassel, Martin-Buber-Gesellschaft (Arnoldshain, 12.–15. Juni 2003)
- Vom 'System' zum 'Stern'. Hermann Cohen und Franz Rosenzweig auf dem Weg zu einer neuen Kultur der Vernunft (25.–27. November 2005) in Kooperation mit der Evangelischen Akademie Arnoldshain (PDF)
- „Der Sinn von Politik ist Freiheit.“ Politisches Denken im 21. Jahrhundert. Hannah Arendt zum 100. Geburtstag, mit freundlicher Unterstützung der FES (2. – 5. November 2006, Centrum Judaicum/Willy-Brandt-Haus), PDF
- „Neues Denken – Jüdisches Denken. Franz Rosenzweig zum 120. Geburtstag. Eine Retro-Perspektive“ in Kooperation mit der Evangelischen Akademie Arnoldshain (28. Juni bis 1. Juli 2007), PDF